# Bosporanska riket

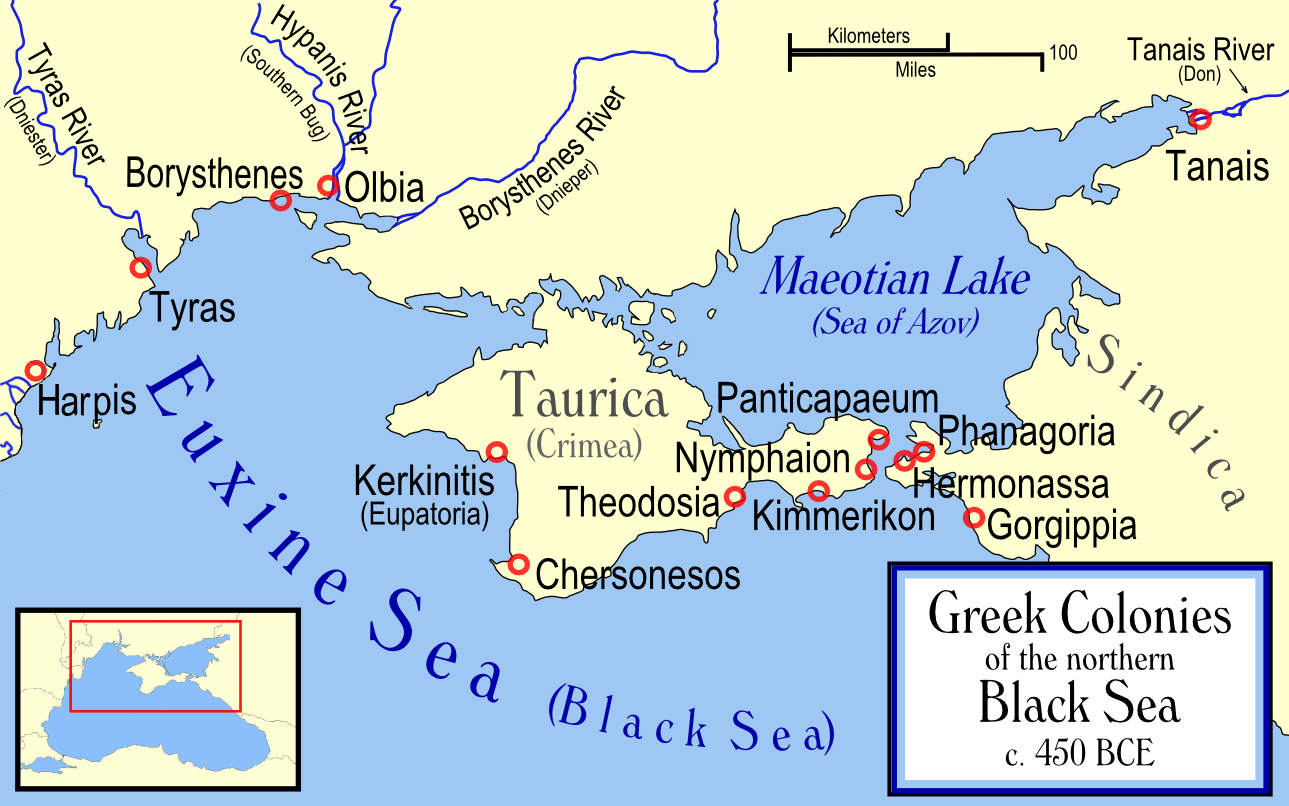
Tidiga grekiska kolonier på Svarta havets nordkust

Det bosporanska riket var en grekisk statsbildning på östsidan av Krim och på Tamanhalvön, på båda sidor av Kertjsundet (Kimmeriska Bosporen, varav rikets namn). Riket baserades på export av vete, fisk och slavar, en handel som gav välstånd, något som setts i arkeologiska utgrävningar i området. En mängd objekt som hittats i gravplatser i området återfinns idag i Eremitaget i Sankt Petersburg. Vid staden Kertj på Krim finns ruiner efter den antika grekiska staden Pantikapaion, som var den viktigaste i riket.

## Historia
Grekiska kolonier upprättades i området redan omkring år 700 f.Kr.. Bosporanska riket bildades dock först omkring 480 f.Kr. genom en sammanslagning av de grekiska kolonierna på Tamanhalvön och Krim.
Från 438 f.Kr. styrdes riket av en Spartokos, och under han och hans efterföljare utvidgades riket för att under 300-talet f.Kr stå på höjden av sin makt. Tidvis sträckte sig rikets utbredning ända till Dons mynning i Azovska sjön. Den bosporanska exporten av spannmål och fisk var av största vikt för Atens livsmedelsförsörjning. Bland rikets mest kända härskare är Leukon I, död omkring 348 f.Kr., vilken stod i nära vänskapsförhållande till Aten. 
Vid mitten av 200-talet f.Kr. började rikets tillbakagång, som slutade med att den siste arkonten omkring 110 f.Kr. underkastade sig Mithridates VI av Pontos. Efter dennes nederlag och död 63 f.Kr. blev hans son Farnakes 63–47 f.Kr. kung över Bosporanska riket. Under honom och hans efterträdare Asander 47–19 f.Kr. upplevde Bosporanska riket en ny period av maktutveckling men blev därefter en romersk vasallstat.
Under 100-talet e.Kr. fick Bosporanska riket en ny uppblomstring, men försvagades under 200-talet e.Kr. av germanernas anfall och gick slutligen helt under efter att ha erövrats av hunnerna runt 375–376 e.Kr.